# Lijst van rijksmonumenten in Waardenburg
De plaats Waardenburg telt 13 inschrijvingen in het rijksmonumentenregister. Hieronder een overzicht.
| Object | Oorspronkelijke functie?  | Bouwjaar                             | Architect | Locatie            | Coördinaten?                  | Nr.?   | Afbeelding        |
| --- | ------------------------- | ------------------------------------ | --------- | ------------------ | ----------------------------- | ------ | ----------------- |
| Hervormde Kerk | Kerk en kerkonderdeel     | 1862                                 |           | Dorpsstraat 23     | 51° 49' 44" NB, 5° 15' 26" OL | 30364  | Meer afbeeldingen |
| Muldershuis | Boerderij                 | 1760                                 |           | Gasthuisstraat 24  | 51° 49' 52" NB, 5° 15' 56" OL | 30365  | Meer afbeeldingen |
| Gepleisterde boerderij met rieten wolfdak, dat aan de achterzijde een overstek vormt. Vensters met luiken en acht- en negenruitsschuiframen. Houten schuur en roedenberg               | Boerderij                 | 18e eeuw                             |           | Kaalakkerstraat 3  | 51° 50' 10" NB, 5° 16' 6" OL  | 30366  | Meer afbeeldingen |
| Hervormde pastorie | Kerkelijke dienstwoning   | midden 19e eeuw                      |           | Kerkstraat 19-21   | 51° 49' 44" NB, 5° 15' 29" OL | 30367  | Meer afbeeldingen |
| Boerderij op T-vormige plattegrond. Woonhuis met rieten zadeldak, stal met wolfdak en overstek                                                                                         | Boerderij                 | waarschijnlijk eerste helft 19e eeuw |           | Kerkstraat 23      | 51° 49' 43" NB, 5° 15' 29" OL | 30368  | Meer afbeeldingen |
| De Marsch | Industrie- en poldermolen | 1780 / 1781                          |           | Veerstraat 22      | 51° 50' 37" NB, 5° 13' 2" OL  | 30375  | Meer afbeeldingen |
| Korenmolen Waardenburg | Industrie- en poldermolen | 1867                                 |           | Gasthuisstraat 23  | 51° 49' 51" NB, 5° 15' 52" OL | 30381  | Meer afbeeldingen |
| 't Molenhuis | Dienstwoning              | 1875-1900                            |           | Steenweg 51        | 51° 49' 58" NB, 5° 15' 37" OL | 522020 | Meer afbeeldingen |
| Koetshuis / paardenstal met rokerij | Opslag                    | 1873-1875                            |           | Steenweg 51        | 51° 49' 58" NB, 5° 15' 37" OL | 522021 | Meer afbeeldingen |
| Ommuurde moestuin met één glazen kas tegen de zuidzijde van de noord-muur, twee vrijstaande, open bakstenen kassen binnen de ommuring en twee tuinmansschuren opgenomen in de ommuring | Tuin, park en plantsoen   | 1875-1900                            |           | Steenweg 51        | 51° 50' 3" NB, 5° 15' 36" OL  | 522022 | Meer afbeeldingen |
| Dijkmagazijn | Opslag                    | 1880-1890                            |           | Waalbandijk 12     | 51° 49' 48" NB, 5° 15' 44" OL | 522055 | Meer afbeeldingen |
| Waardenburg: hoofdgebouw | Kasteel, buitenplaats     | 1265                                 |           | Waalbandijk 13     | 51° 49' 55" NB, 5° 15' 46" OL | 521399 | Meer afbeeldingen |
| Waardenburg: historische tuin- en parkaanleg | Tuin, park en plantsoen   | 1922                                 | Springer  | Waalbandijk bij 13 | 51° 49' 55" NB, 5° 15' 46" OL | 521400 | Meer afbeeldingen |